# Gunung Ambat
Gunung Ambat is een bestuurslaag in het regentschap Langkat van de provincie Noord-Sumatra, Indonesië. Gunung Ambat telt 2463 inwoners (volkstelling 2010).